# いつまでも好きでいたくて
「いつまでも好きでいたくて」（いつまでもすきでいたくて）は、Winkの20枚目のシングル。1994年2月23日にポリスターより発売された。

## 解説
表題曲は、作詞を秋元康、作曲を加藤和彦、編曲を門倉聡が担当したWinkの楽曲。『ザテレビジョン』では、「アコースティック・ギターを中心にした、シンプルなサウンドでフォークソングふうの曲」として紹介されている。賛美歌103番「牧人ひつじを」を思わせる曲調である。
カップリング曲は「愛を奪って 心縛って」。作詞を吉元由美、作曲を井上大輔、編曲を門倉聡が担当している。
表題曲はシマダヤ「鉄板麺」CMイメージソングに、「愛を奪って 心縛って」はNTT九州のCMイメージソングに使用された。
1994年2月23日に発売。オリコンチャートの週間ランキングでは、3月7日付の初登場19位を最高位とし、以後、100位以内には、4月4日付の85位まで、5週連続ランクインしている。同チャートの年間ランキングでは、1994年度において売上7.887万枚により257位となった。

## 収録曲
※ 全編曲：門倉聡
1. いつまでも好きでいたくて
  - 作詞：秋元康、作曲：加藤和彦
2. 愛を奪って 心縛って
  - 作詞：吉元由美、作曲：井上大輔
3. いつまでも好きでいたくて（オリジナルカラオケ）

## 収録アルバム
- いつまでも好きでいたくて
  - Diary
  - overture!
  - Reminiscence
  - WINK MEMORIES 1988-1996

- 愛を奪って 心縛って
  - Back to front

## テレビ番組における歌唱
※ 在京キー局のテレビ番組の放送日は首都圏のもの。地方の系列局の放送日は異なる場合がある。
- いつまでも好きでいたくて

| 放送日 (曜日)                    | 番組名                      | 放送局     | 備考 |
| -------------------------------- | --------------------------- | ---------- | --- |
| 1994.02.05 (土)[注 1]            | 雪まつりスペシャル'94[注 1] | テレビ朝日 | Winkは防寒用のコートを着用して出演し、本曲のほか、「Made In Love」、「摩天楼ミュージアム」、「淋しい熱帯魚」、「愛が止まらない」も歌唱。 |
| 1994.02.12 (土)[6][注 2]         | ポップジャム'94[6][注 2]    | NHK総合    | |
| 1994.03.13 (日)[注 3]            | 歌謡びんびんハウス[注 3]    | テレビ朝日 | Winkは同番組の前回3月6日(日)放送分にも出演[注 4]。 |
| 1994.03.17 (木) 深夜[注 5][注 3] | Мバラエティ[注 5][注 3]     | 日本テレビ | |
| 1994.04.10 (日)[7]               | アイドルオンステージ[7]     | NHK BS2    | Winkは同番組で「Made In Love」も歌唱。 |
| 1994.06.05 (日)[8]               | アイドルオンステージ[8]     | NHK BS2    | 同番組は「BS5周年スペシャル」として、番組を前半部と後半部に分け、横浜みなとみらい21より中継で放送した回のもので[8]、Winkは前半部ではコンサート用の衣装を着用して出演し、「無実のオブジェ」と本曲を歌唱。後半部では「トゥインクル トゥインクル」の衣装を着用して同曲を歌唱。 |
- 衣装は1994年6月5日放送の『アイドルオンステージ』を除き全てPVと同じ。